# Manny Suárez
Manuel Alejandro Suárez Montero (Cliffside Park, Nueva Jersey, 12 de noviembre de 1993) más conocido como Manny Suárez, es un jugador de baloncesto estadounidense de nacionalidad chilena y española. Mide 2 metros y 8 centímetros y juega de pívot. Actualmente forma parte del plantel del Nacional que disputa la Liga Uruguaya de Básquetbol. Es internacional con la selección chilena.

## Carrera deportiva
Nacido en Cliffside Park, Nueva Jersey, de padre español y de madre chilena, destacó en su etapa preuniversitaria en el Bayonne High School con promedios de 18 puntos, 13 rebotes y 6 tapones. 
Comenzó su formación académica en 2013 en la Universidad de Fordham con sede en Nueva York, con la que jugaría 19 partidos de la División I de la NCAA durante la temporada 2014-15 con los Fordham Rams.
En 2015 sufrió una afección cardíaca, de la que se recuperó para seguir jugando al baloncesto.
En 2015 ingresa en la Universidad Adelphi, disputando 58 partidos con los Adelphi Panthers en la División II de la NCAA. En 2016-17 promedió 16.9 puntos, 9.3 rebotes y casi 2 tapones por encuentro. 
En 2017 se inscribe en la Universidad Creighton para jugar con los Bluejays, regresando a División I y disputando un total de 24 partidos durante la temporada 2017-18, en los que promedió 3 puntos y 2.5 rebotes.
Tras no ser drafteado en 2018, firmó por el Club de Deportes Las Ánimas de la Liga Nacional de Básquetbol de Chile, disputando, además de la competición local, tres encuentros de la Liga de las Américas. 
En la temporada 2019-20, jugaría en los equipos del Club Deportes Castro y del Club Escuela de Básquetbol Puerto Montt, ambos de la Liga Nacional de Básquetbol de Chile.
En verano de 2020, llega a España para firmar por el Juaristi ISB de Liga LEB Plata. Se proclamó campeón de la Copa LEB Plata, si bien a finales de enero causó baja en el equipo como consecuencia de una lesión, promediando hasta ese momento 12.4 puntos, 6.7 rebotes y 12.7 créditos de valoración.
En agosto de 2023, tras haber actuado los últimos dos años en Hungría y en Bulgaria, Suárez fichó con el BC Kalev de la binacional Latvian-Estonian Basketball League.
El 19 de agosto del 2024, es fichado por Nacional que disputa la Liga Uruguaya de Básquetbol y el 1 de diciembre del mismo año, se consagra campeón de la LSB 24 siendo MVP en el torneo y de forma invicta.

## Internacional
Es internacional con la selección de básquetbol de Chile desde 2018, habiendo jugado fundamentalmente partidos de clasificación para el Campeonato FIBA Américas y para la Copa Mundial de Baloncesto. Fue figura en el histórico triunfo ante Argentina el 25 de febrero de 2024  por la clasificación a la AmeriCup, aportando con 29 puntos y nueve rebotes.

## Palmarés
Iraurgi Saski Baloia
- Segunda FEB: 2021

Nacional
- Liga Sudamericana de Básquetbol: 2024